# Sebastián Gómez Garrido
Sebastián Gómez Garrido (Villareal, 6 de diciembre de 1975- Castellón, 26 de agosto de 2001) fue un futbolista español se desempeñaba como centrocampista y su último equipo fue el Getafe CF.
En 2001 Sebastián ocupó titulares de los principales diarios deportivos españoles tras haber sido asesinado en Castellón a tan solo unos meses de debutar con el Getafe CF.

## Asesinato
El 26 de agosto de 2001 Sebas se encontraba en una playa de Castellón teniendo intimidad con una mujer. Cerca, un hombre se acercó a orinar y fue sorprendido por Sebastián, quien lo acusó de mirón y le propinó un puñetazo en la cara, además de tirarlo al suelo sujetándolo por el cuello con mucha violencia. El hombre al que estaba agrediendo era un policía que estaba de vacaciones y portaba un arma de fuego con la que le propinó tres disparos, quitándole la vida. En su defensa el policía argumentó: “Este chico estaba fuera de sí, estaba loco e iba a matarme”. Posterior a esto el hombre arrojó el arma de fuego al mar y se entregó voluntariamente a la Policía. Por haberse entregado, no tener antecedentes penales y demostrar que todo lo que hizo fue en legítima defensa fue obligado a pagar una indemnización de 120.000 euros y solo recibió cuatro años de cárcel, aunque quedó en libertad en enero de 2002.

## Clubes
| Club                       | País                | Año                 | Partidos | Goles |
| -------------------------- | ------------------- | ------------------- | -------- | ----- |
| Villareal                  | España              | 1993/94             | 2        | 0     |
| Castellón                  | España              | 1995/96             | 5        | 0     |
| San Sebastián de los Reyes | España              | 1998-2000           | 50       | 1     |
| Gandia                     | España              | 2000/01             | 30       | 1     |
| Getafe                     | España              | 2001/02             | -        | -     |
| Total en la carrera        | Total en la carrera | Total en la carrera | 77       | 2     |